# 上田尭世
上田 尭世（あげた たかよ、男性、1942年-　）は日本の建築家。合資会社上田建築設計事務所を主宰。高知県生まれ。

## 略歴
1964年、滋賀県立短期大学建築科卒業。2000年に日本建築家協会四国支部長。2004年には日本建築学会四国支部長を務めた。
代表作に、梼原町立越知面小学校体育館、受法寺本堂、木の建築賞 -社会福祉法人ふるさと会 ケアハウスあじさいの里、旧東津野村船戸若者定住団地3号棟、青年の砦 （1992年）、いの町紙の博物館（1985年）、土佐和紙工芸村くらうど(作品選集、1997年）など。